# Anthonomus phyllocola
Anthonomus phyllocola là một loài bọ cánh cứng gây hại chính trên loại thông Pinus contorta tại Scandinavia.